# Everything to Me (Brooke Hogan)
Everything to Me è il singolo di debutto della cantante statunitense Brooke Hogan, pubblicato il 27 luglio 2004.
Nello stesso anno avrebbe dovuto essere successivamente incluso nel primo album da studio della Hogan, intitolato This Voice, che però, dato lo scarso successo ottenuto da questo singolo, non è mai stato messo in commercio.

## Classifiche
| Classifica (2004)      | Posizione massima |
| ---------------------- | ----------------- |
| U.S. Billboard Hot 100 | 97                |